# Hexaplex erythrostomus
Hexaplex erythrostomus, beskriven först av Lamarck 1831, är en snäcka i släktet Hexaplex inom familjen purpursnäckor, som blir omkring 4,5–15,3 cm lång. Den går att hitta i Cortez hav, västra Mexiko och Peru.